# Edelsitz Leithen

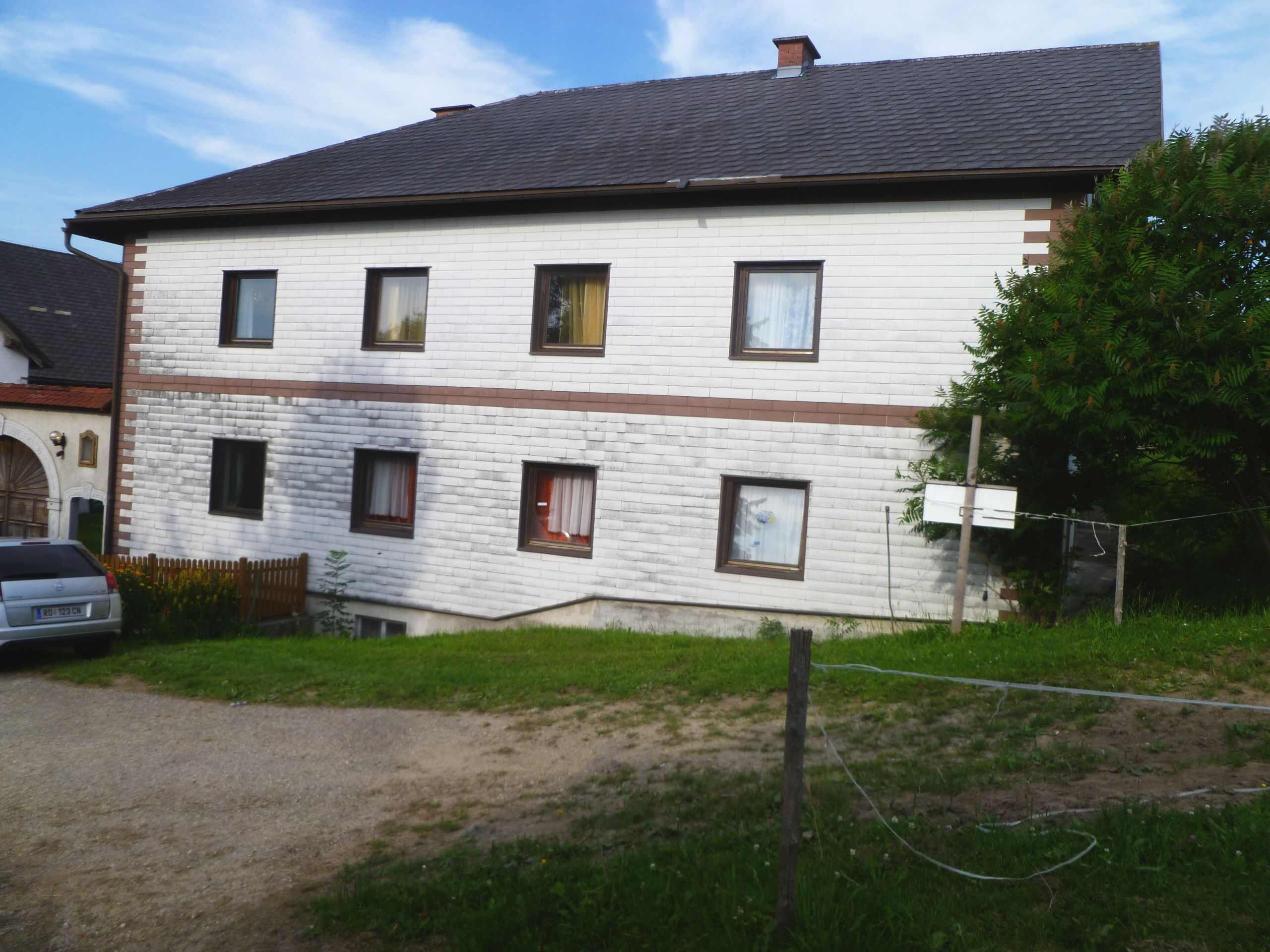
Edelsitz Leithen (heute Bauernhof Ganser)

Der Edelsitz Leithen, auch Caplan-Leithen genannt, liegt im früheren Ortsteil Leithen der Gemeinde Hofkirchen im Mühlkreis im Bezirk Rohrbach (Falkenstein 10).

## Geschichte
Leithen war ein Sitz der Kaplan (Caplansleiten). 1411 wird in einer Verkaufsurkunde Wernhard der Chapell zw Lewten genannt. 1455 erhält Simon Kaplan den Sitz zu Leytten von König Ladislaus als Lehen. 1459 wird eine Lehensbestätigung durch Herzog Albrecht VI. von Österreich ausgesprochen. 1492 ist ein Wolfgang Caplan auf Leithen nachgewiesen. Die Kaplans haben ihre Besitzungen im Mühlviertel verkauft und sind in Linz ansässig geworden. In diesem Zusammenhang dürfte der Sitz vermutlich vor 1661 an einen Bauern vererbrechtet worden sein. 

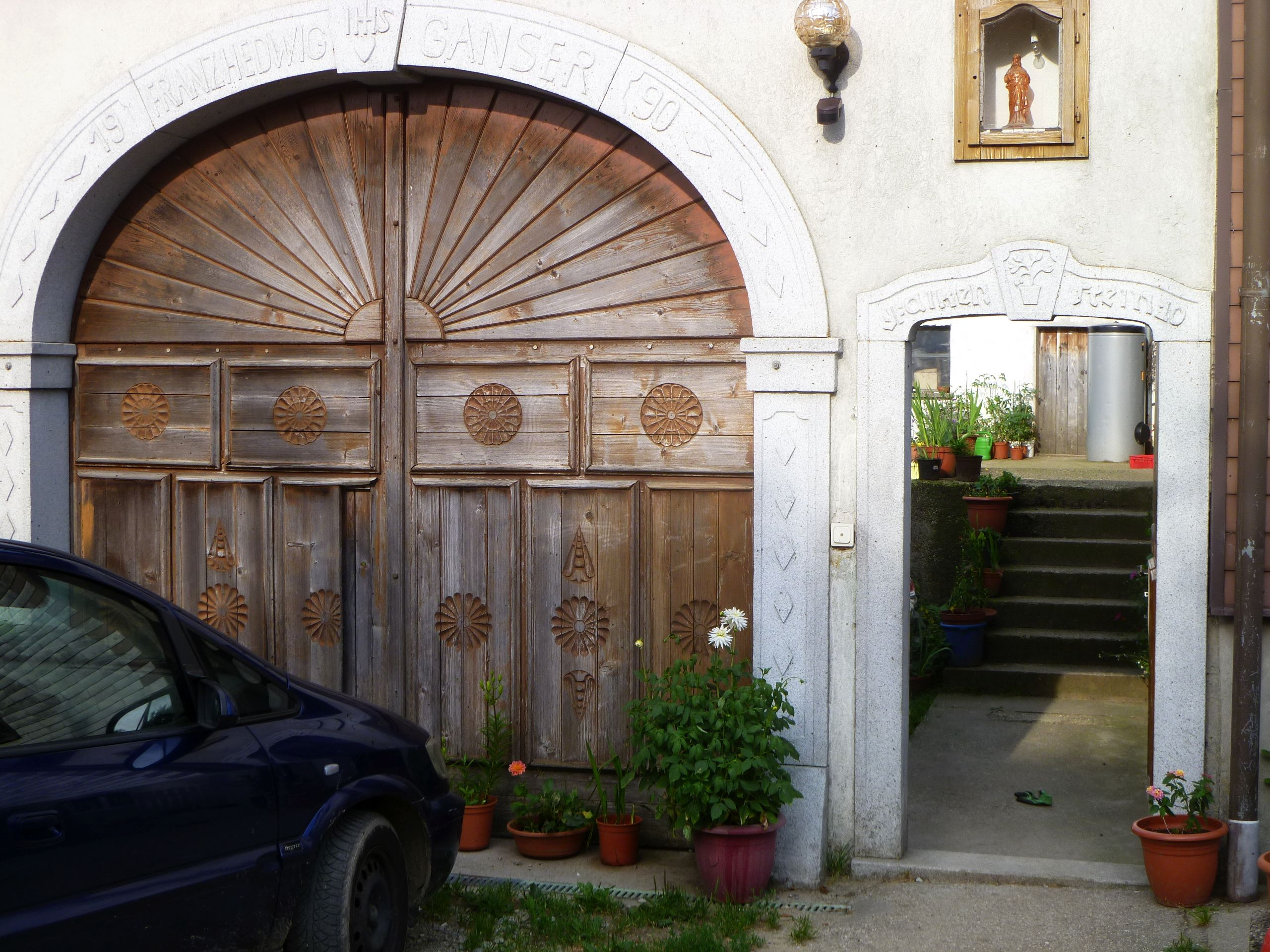
Edelsitz Leithen: Rezentes Eingangsportal

## Edelsitz Leithen heute
Der einstmalige Edelsitz ist heute der Bauernhof der Familie Ganser. Der gemauerte Turm des Sitzes Leithen war an den Bauernhof angebaut und mit einer Ecke mit den Bauernhof verbunden. Durch einen Brand zu Beginn und Neubauten in den 1970er Jahren sind diese Teile abhandengekommen. An dem Hof sind jeweils schöne rezente Granitportale bei der Einfahrt und als Türumrandung angebracht.